# Militair dier
Een militair dier is een dier dat wordt gebruikt voor militaire doeleinden. Het kan worden gebruikt als trekdier, maar ook voor in de aanval. Gedomesticeerde dieren, zoals varkens, paarden, honden, ossen en kamelen, worden gebruikt voor transport en het detecteren van bommen. Ook olifanten, duiven en ratten zijn gebruikt tijdens oorlogen en er is onderzoek gedaan naar het gebruik van dolfijnen.

## Voor transport

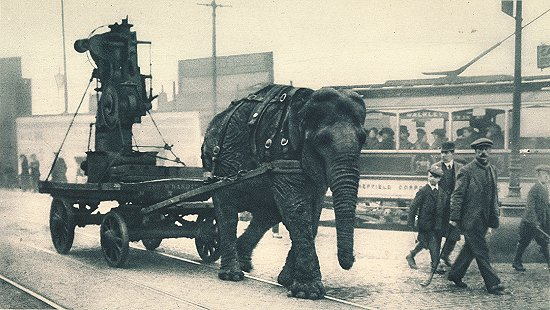
Een olifant, gebruikt tijdens de Eerste Wereldoorlog, voor het verplaatsen van zwaar materieel in een munitieopslag in Sheffield

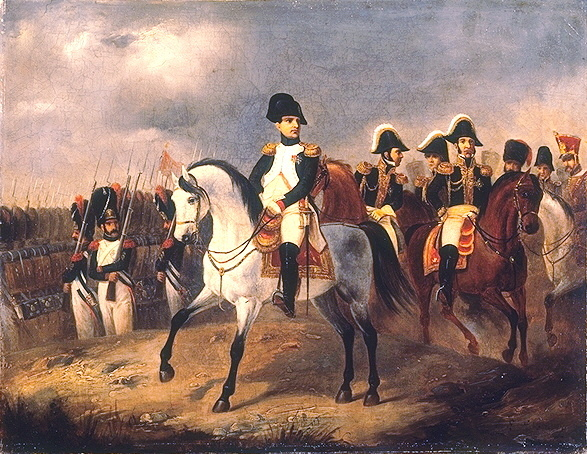
Napoleon I op zijn paard

- Het paard is het meest gebruikte dier uit de oorlogsgeschiedenis. Paarden werden gebruikt voor het trekken van strijdwagens en het dragen van soldaten. Door het zwaarder bepantseren van paarden en door de ontwikkeling van de stijgbeugel, werd de cavalerie het belangrijkste militaire onderdeel uit het leger in Europa voor eeuwen. Voorbeelden van bekende paardencavalerie waren de cavalerie van de mammelukken en de Perzische cavalerie. Zie ook Krijgspaard.
- Ook al kunnen olifanten niet gezien worden als gedomesticeerd, ze kunnen evenwel worden getraind om te dienen als vervoermiddel. Hymnes in het Sanskriet bevestigen het gebruik van olifanten voor militaire doeleinden 1.100 v.Chr. Een bekende groep olifanten werd gebruikt door Hannibal tijdens de Tweede Punische Oorlog. Ook tijdens de Tweede Wereldoorlog werden olifanten gebruikt door Japan en de geallieerden. Olifanten kunnen dingen verplaatsen op plekken waar voertuigen niet kunnen komen. Zie ook Krijgsolifant.
- Kamelen worden vooral gebruikt in de Arabische landen. Ze kunnen makkelijker door woestijnen heen komen dan paarden en hebben veel minder behoefte aan water. Kamelen werden gebruikt in beide wereldoorlogen. Kamelen worden nog steeds gebruikt door het Indiase leger en door de Border Security Force, de douane van India.
- Ezels werden gebruikt tijdens de Tweede Wereldoorlog door het United States Army om voorraden over moeilijk terrein te vervoeren. Doordat ezels van nature geduldig en voorzichtig zijn, waren ze beter voor deze taak dan jeeps of paarden. Ezels werden gebruikt in Italië, Noord-Afrika en Myanmar.
- Ossen werden vooral gebruikt als trekdieren, en dan vooral voor het trekken van artillerie.

## Als wapen

### Als vechters

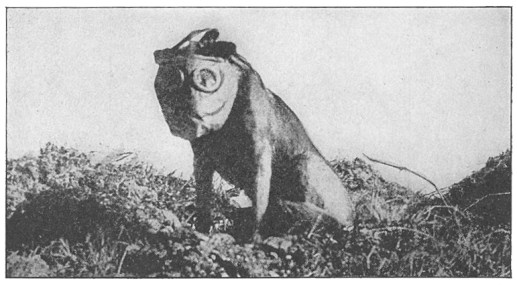
Een hond die werd gebruikt voor het opsporen van gewonde soldaten tijdens de Eerste Wereldoorlog. Het dier draagt een gasmasker.

- Honden weren al gebruikt door de Oude Grieken. Tijdens de verovering van Latijns-Amerika, door de conquistadores, werden mastiffs gebruikt om krijgers te doden in Mexico, Peru en de Caraïben. Mastiffs en Duitse doggen werden gebruikt in Engeland tijdens de Middeleeuwen. Hier moesten ze paarden afschrikken of de ruiter uitschakelen, zodat hun baasje de ruiter kon doden. Tijdens de Tweede Wereldoorlog werden de zogenoemde antitankhonden gebruikt. Het Sovjetleger bond bommen rondom deze honden om zo tanks op te blazen. In veel legers werden honden gebruikt om mijnen te detecteren. Ze werden getraind om struikeldraad, mijnen en andere vallen te ontdekken. Soms werden honden ook gebruikt om sluipschutters of verborgen vijandelijke troepen te vinden.
- Plinius de Oudere schreef over het gebruik van varkens tegen de vijandelijke olifanten. Zoals hij zelf duidelijk maakte zouden olifanten schrikken van het gekrijs van een varken en zouden vluchten, waardoor soldaten van hun eigen leger vertrapt zouden worden tijdens de vlucht.
- Soms worden ook neushoorns gezien als militaire dieren, maar omdat het pantser van een neushoorn eigenlijk heel gevoelig en dun is, en omdat neushoorns slecht zien, zouden ze slechte militaire dieren zijn.
- Krijgsolifanten werden gebruikt door India, Myanmar, Perzië, Carthago, Hellenistische landen, Rome en de Numidiërs.

### Als levende bommen
- Antitankhonden werden gebruikt door het Sovjetleger tijdens de Tweede Wereldoorlog.
- Project Duif was een project ontwikkeld door Amerika tijdens de Tweede Wereldoorlog. Duiven zouden gebruikt worden voor het dragen van geleide projectielen.
- Vleermuisbom, een Amerikaans project waar guanovleermuizen gebruikt werden om kleine brandbommen te vervoeren.
- Volgens Pr. Shi Bo, beschreven in het boek "Trente-six Stratagèmes Chinois", werden apen gebruikt tijdens een oorlog tussen de rebellen uit de provincie Yanzhou en het Chinese Keizerlijke Leger tijdens de Song-dynastie. De dieren werden gebruikt als levende brandbommen. De dieren werden aangekleed met stro, dat werd gedoopt in olie. De olie werd in brand gestoken en de apen werden vrijgelaten in het vijandelijke kamp. Zo vlogen de tenten van de vijanden in brand en ontstond er chaos.
- Andere dieren zijn gebruikt door moderne terroristen in het Midden-Oosten om bommen aan vast te binden. Vooral ezels worden hier voor gebruikt. Deze dieren worden dan naar vijandelijke kampen gestuurd.

## Andere doeleinden

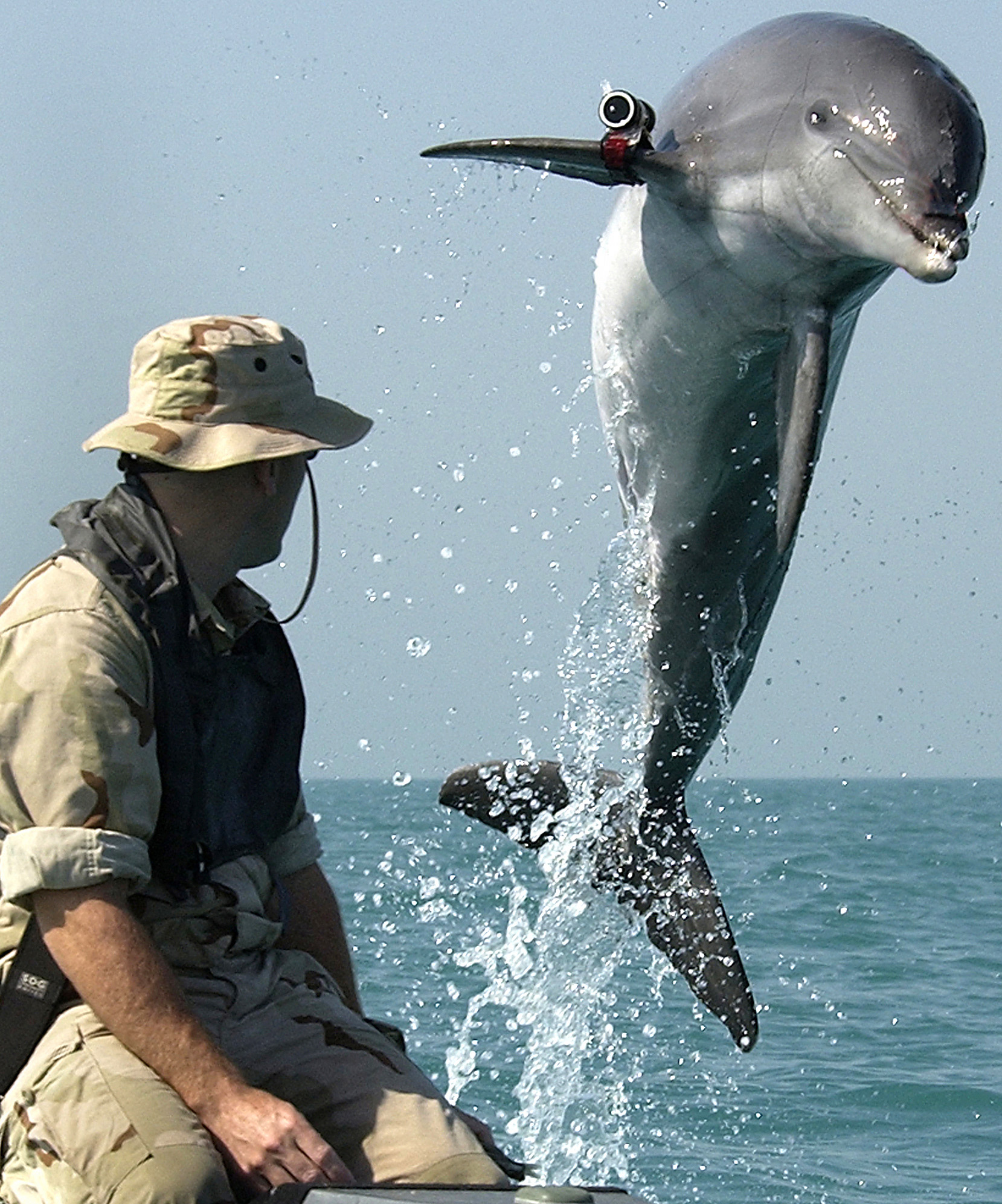
Een dolfijn uit het Amerikaanse project.

Sinds de Middeleeuwen werden postduiven gebruikt voor het vervoeren van berichten. Tijdens beide wereldoorlogen werden deze duiven ook gebruikt.
Sinds de Koude Oorlog bestaat er een project in Amerika waarbij dolfijnen en zeeleeuwen gebruikt worden om mijnen op te sporen en vermiste drenkelingen te vinden.
Op land wordt Cricetomys gambianus, een rat, gebruikt om mijnen te detecteren. Door hun goede reuk kunnen ze makkelijk explosieven vinden. Door hun kleine lichaam en gewicht gaan de mijnen niet af. Deze combinatie maakt hen ideaal.
Katten werden gebruikt door de Royal Navy om op ongedierte op hun schepen te jagen.